# Awesome
awesome és un gestor de finestres per l'X Window System desenvolupat en els llenguatges de programació C i Lua. El segon també s'utilitza per configurar i afegir funcionalitats personalitzades al gestor de finestres. El seu desenvolupament començà fruit d'una bifurcació de dwm. Intenta ser extremadament lleuger i ràpid, així com extensament personalitzable i fer possible que l'usuari faci ús de l'escriptori i de les seves finestres d'una manera productiva sense necessitat d'utilitzar el ratolí.
La branca fou inicialment anomenada jdwm, essent 'jd' les inicials del programador i dwm el projecte d'on va originar. El primer dipòsit git pel que hauria de ser awesome va néixer el Setembre de 2007, i aquest va ser oficialment presentat a la llista de correu de dwm el dia 20 de setembre del mateix any.